# ジェシカ・ガル
ジェシカ・シェリー・イサベル・ガル（Jessica Shelley Isabel Gal、1971年7月6日 - ）は、オランダのアムステルダム出身の柔道選手。父親はハンガリー人で、母親はアメリカ人。現役時代は48kg級～57kg級の選手。身長162cm。姉のジェニー・ハルはオランダ代表ののちイタリア代表の61kg級で活躍していた。

## 人物
1987年の世界選手権48k級では16歳にして3位となった。翌年のソウルオリンピック(公開競技)では7位だった。1989年の世界選手権では準決勝で江崎史子に判定で敗れるも3位となった。その後、階級を52kg級に上げた。1992年のバルセロナオリンピックでは準決勝で溝口紀子と対戦して、先に背負投で有効を取ってリードしていたが、終盤に縦四方固で逆転負けを喫すると、3位決定戦でも敗れてメダルを獲得できなかった。その後、階級を56kg級に上げると、1993年の世界選手権では3位となった。1996年のアトランタオリンピックでは、今大会優勝したキューバのドリュリス・ゴンサレスに初戦で敗れた。1999年の世界選手権57kg級では3位となった。2000年のシドニーオリンピックでは2回戦で敗れた。
また、柔道で活躍する一方でスポーツ医学にも取り組み、現在は医者として柔道を始めとしたいくつものスポーツの現場に関わり合うようになった。

## 主な戦績
48kg級での戦績
- 1986年 - イギリス国際　3位
- 1986年 - ヨーロッパジュニア　3位
- 1987年 - ヨーロッパジュニア　優勝
- 1987年 - 世界選手権　3位
- 1988年 - フランス国際　2位
- 1988年 - ドイツ国際　3位
- 1988年 - ヨーロッパ選手権　優勝
- 1988年 - ソウルオリンピック　7位
- 1988年 - ヨーロッパジュニア　2位
- 1989年 - ドイツ国際　2位
- 1989年 - オーストリア国際　2位
- 1989年 - 世界選手権　3位

52kg級での戦績
- 1989年 - ヨーロッパジュニア　優勝
- 1990年 - オーストリア国際　2位
- 1990年 - 福岡国際　2位
- 1990年 - 世界学生　優勝
- 1991年 - フランス国際　3位
- 1991年 - ドイツ国際　3位
- 1991年 - ヨーロッパ選手権　優勝
- 1991年 - 世界選手権　5位
- 1992年 - ドイツ国際　3位
- 1992年 - ベルギー国際　優勝(56kg級)
- 1992年 - ヨーロッパ選手権　2位
- 1992年 - バルセロナオリンピック　5位

56kg級での戦績
- 1992年 - 福岡国際　3位
- 1993年 - フランス国際　3位
- 1993年 - 世界選手権　3位
- 1994年 - ハンガリー国際　3位
- 1994年 - ヨーロッパ選手権　優勝
- 1996年 - ロシア国際　3位
- 1996年 - フランス国際　3位
- 1996年 - ハンガリー国際　3位
- 1996年 - ヨーロッパ選手権　優勝

57kg級での戦績
- 1999年 - フランス国際　3位
- 1999年 - ドイツ国際　優勝
- 1999年 - 世界選手権　3位
- 2000年 - ハンガリー国際　3位
- 2000年 - ヨーロッパ選手権　3位